# بروك دكورث
بروك دكورث (بالإنجليزية: Brock Duckworth)‏ هو لاعب كرة قدم أمريكي، ولد في 19 أبريل 1989 في دالاس في الولايات المتحدة. لعب مع تشارلستون بيتري.

## وصلات خارجية
- بروك دكورث على موقع قاعدة بيانات كرة القدم.إي يو (الإنجليزية)